# Macrodactylus pulchripes
Macrodactylus pulchripes är en skalbaggsart som beskrevs av Blanchard 1850. Macrodactylus pulchripes ingår i släktet Macrodactylus och familjen Melolonthidae. Inga underarter finns listade i Catalogue of Life.